# Pavăț
Pavăț – wieś w Rumunii, w okręgu Mehedinți, w gminie Tâmna. W 2011 roku liczyła 89 mieszkańców.